# جدول زمانی جنگ اقیانوس آرام

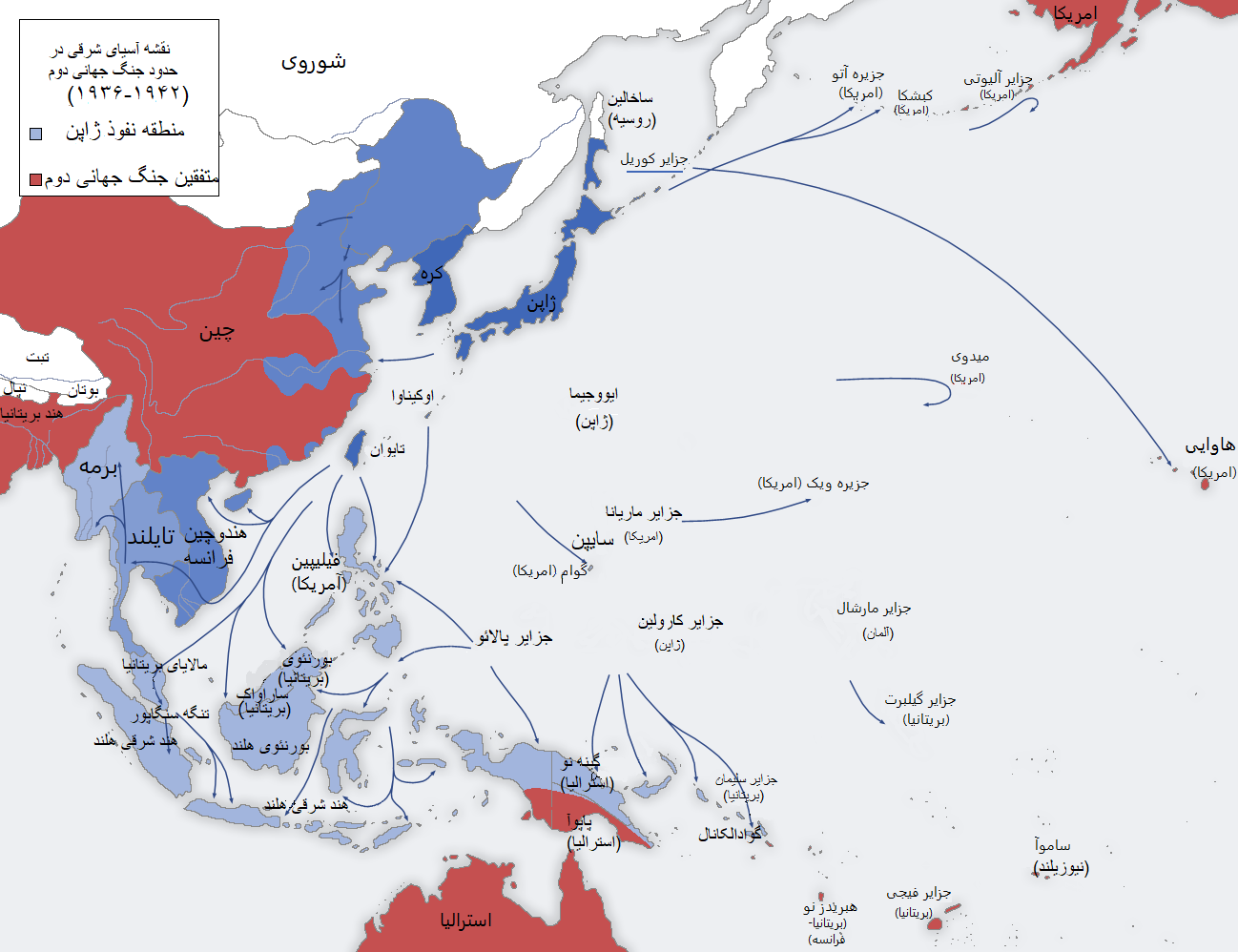
نقشه جنگ اقیانوس آرام از سال ۱۹۳۷ تا ۱۹۴۲ میلادی. برای بهتر دیدن نقشه بر روی آن کلیک کنید.
۱۹۳۶ منطقه نفوذ ژاپن: ژاپن تایوان، کره
۱۹۴۰ منطقه نفوذ ژاپن: دسامبر شمال چین مانچوکوئو (منچوری سابق)، ژوئیه هندوچین فرانسه (شامل کشورهای ویتنام، کامبوج، لائوس و بخشی از چین کنونی)
۱۹۴۰ منطقه نفوذ ژاپن: دسامبر تایلند شمالی
۱۹۴۰ منطقه نفوذ ژاپن: مارس میانمار (برمه)، هند شرقی هلند (اندونزی کنونی)
۱۹۴۱ منطقه نفوذ ژاپن: دسامبر فیلیپین مشترک‌المنافع، مالایای بریتانیا (امروزه شامل مالزی غربی (شبه‌جزیره‌ای)، تایلند جنوبی، و جنوبی‌ترین نوک میانمار (برمه)، و همچنین سنگاپور است)، گینه نو (مستعمره استرالیا)
۱۹۴۲ منطقه نفوذ ژاپن: بورنئوی بریتانیا (اکنون کشور برونئی، دو ایالت متعلق به مالزی شرقی، صباح و ساراواک و قلمروی فدرال مالزی لابوآن)

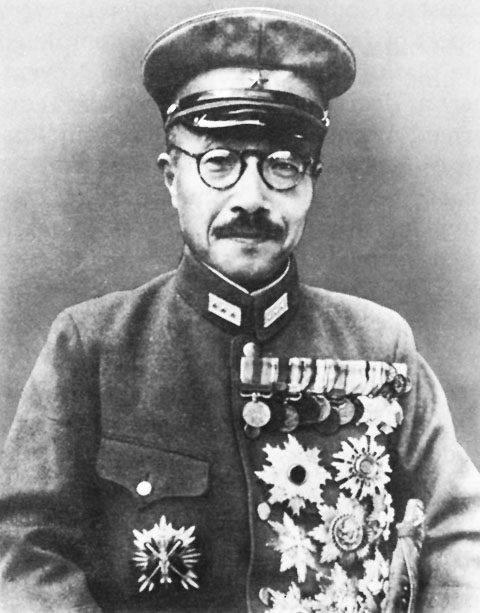
توجو هیدکی نخست‌وزیر ژاپن از ۱۸ اکتبر ۱۹۴۱–۲۲ ژوئیه ۱۹۴۴

گاهشماری جنگ اقیانوس آرام یا گاهشماری ژاپن در جنگ جهانی دوم

## ۱۹۴۱
۷ دسامبر (به وقت آمریکا و ۸ دسامبر به وقت ژاپن) ۱۹۴۱ - آغاز حمله به پرل هاربر، ژاپن به پایگاه هوایی آمریکایی پرل هاربر در هاوایی حمله کرد.

  آغاز حمله ژاپن به کشورهای مشترک‌المنافع با آمریکا

شبه‌جزیره مالایا این شبه‌جزیره در جنگ جهانی دوم مالایای بریتانیا نام داشت. این شبه جزیره امروزه بین کشورهای میانمار (برمه) در شمال، تایلند، مالزی (مالزی شرقی یا مالزی جزیره‌ای) و سنگاپور در جنوب تقسیم شده‌است.

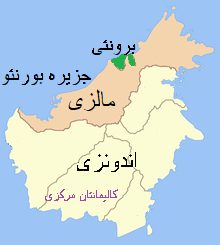
جزیره بورنئو امروزه، بین سه کشور برونئی، مالزی و اندونزی تقسیم شده‌است. قبل از جنگ جهانی دوم قسمت شمالی جزیره بورنئوی بریتانیا و قسمت جنوبی بورنئوی هلند (نام دیگر کالیمانتان) نام داشت.

آغاز لشکرکشی فیلیپین (۴۲–۱۹۴۱)
 
آغاز جزیره ویک
 
آغاز گوام

  آغاز حمله ژاپن به کشورهای مشترک‌المنافع با بریتانیا
 
آغاز نبرد بورنئو (۴۲-۱۹۴۱)

آغاز تهاجم ژاپن به مالایا
 
آغاز نبرد هنگ کنگ

  آغاز حمله ژاپن به کشورهای مشترک‌المنافع با هلند

آغاز لشکرکشی هند شرقی هلند
 
آغاز حمله ژاپن به تایلند 

۸ دسامبر ۱۹۴۱ - ایالات متحده و بریتانیا به ژاپن اعلان جنگ دادند.

۹ دسامبر ۱۹۴۱ - دولت ملی جمهوری چین، رسماً به ژاپن اعلان جنگ کرد، اگرچه از زمان حادثه پل مارکو پولو در ۷ ژوئیه ۱۹۳۷ یک حالت جنگی واقعی بین دو کشور وجود داشته‌است. چین همچنین به آلمان نازی و ایتالیا اعلام جنگ کرد. استرالیا و آفریقای جنوبی رسماً به ژاپن اعلام جنگ کردند. اتحاد جماهیر شوروی که به شدت مشغول نبردی عظیم با نیروهای محور در غرب بود به مفاد پیمان عدم تخاصم خود با ژاپن پایبند ماند.

۱۰ دسامبر ۱۹۴۱ - حمله ژاپنی‌ها و غرق رزم‌ناوهای پرنس ولز و رپولس.

۱۶ دسامبر ۱۹۴۱ - حمله ژاپنی‌ها به بورنئوی بریتانیا در طی نبرد بورنئو (۴۲-۱۹۴۱).

۱۸ دسامبر ۱۹۴۱ - حمله و پیاده شدن ژاپنی‌ها در جزیره هنگ کنگ.

۲۲ دسامبر ۱۹۴۱ - حمله ژاپنی‌ها به جزیره لوزون در فیلیپین.

۲۳ دسامبر ۱۹۴۱ - ژنرال داگلاس مک آرتور شروع به عقب‌نشینی از مانیل به باتاآن کرد.
ژاپنی‌ها جزیره ویک را تسخیر کردند.
ژاپنی‌ها در ساراواک (بورنئوی بریتانیا قبلی و مالزی کنونی) پیاده شدند.
بمباران یانگون (برمه یا میانمار کنونی) توسط ژاپن

۲۵ دسامبر ۱۹۴۱ - تسلیم انگلیس در اثر محاصره هنگ کنگ.

۲۸ دسامبر ۱۹۴۱ - پیاده شدن نیروهای ژاپنی در سوماترا (اندونزی کنونی).

## ۱۹۴۲

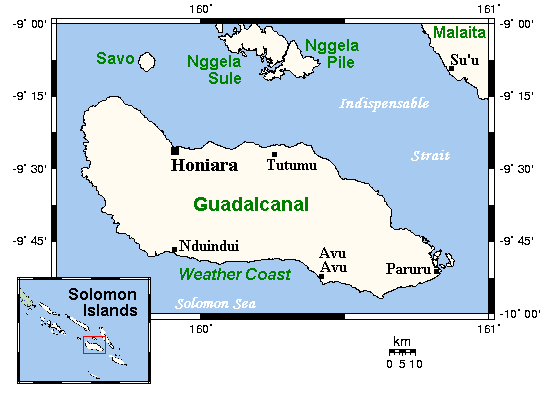
نقشه گوادالکانال در کشور جزایر سلیمان

نقشه جزایر سلیمان و محل استان گوادالکانال، هونیارا پایتخت کشور جزایر سلیمان در استان گوادالکانال قرار دارد.

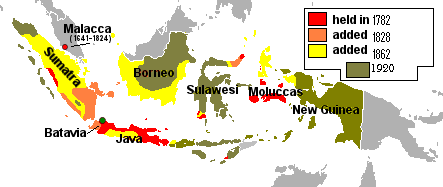
نقشه هند شرقی هلند (کشور اندونزی کنونی) که گسترش قلمروی آن را از سال ۱۸۰۰ تا گسترده‌ترین حد آن قبل از اشغال توسط ژاپنی‌ها در سال ۱۹۴۲ نشان می‌دهد.

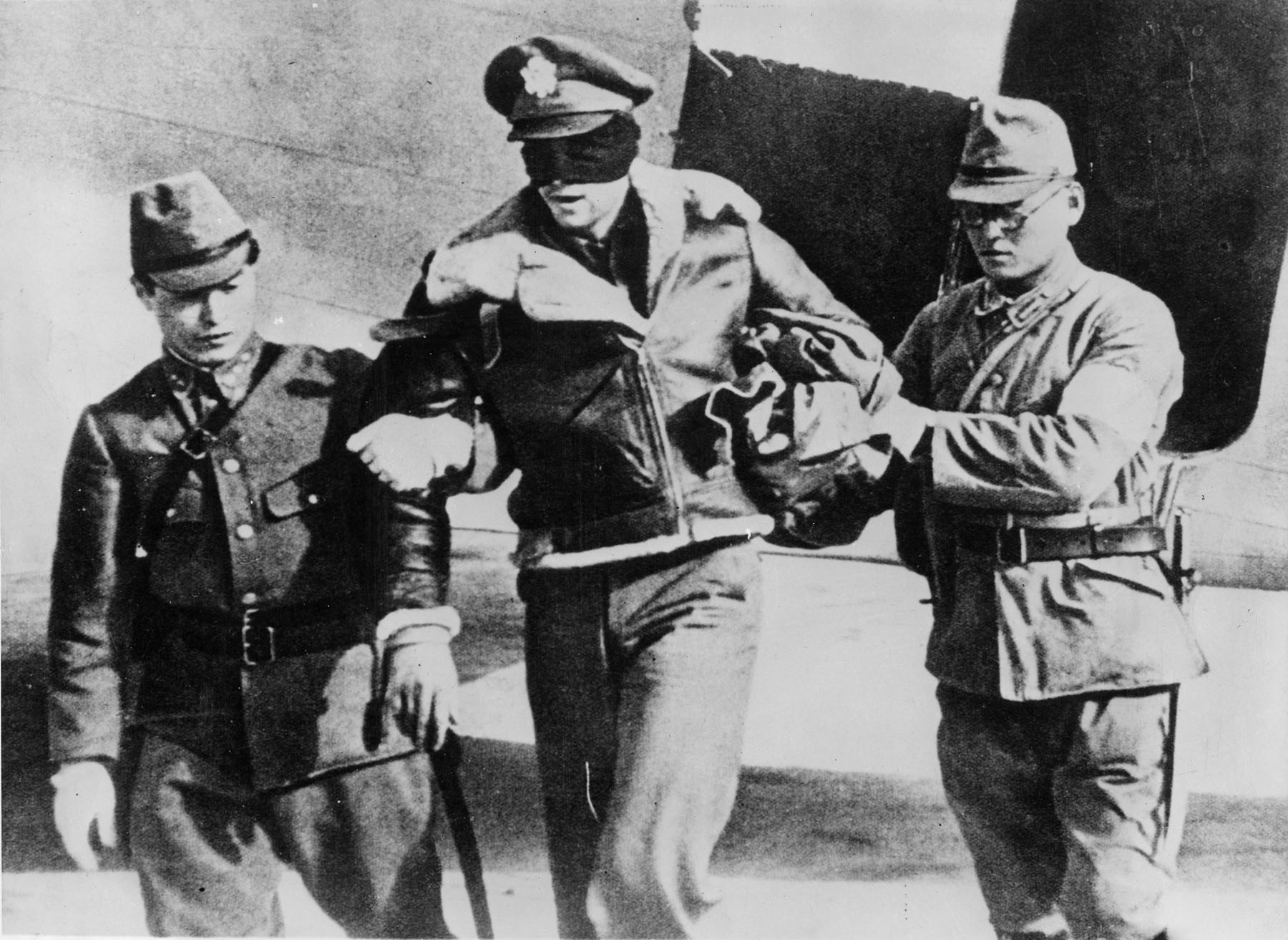
ستوان یکم رابرت جی مدر پس از حمله دولیتل و اسارت توسط نیروهای ژاپن

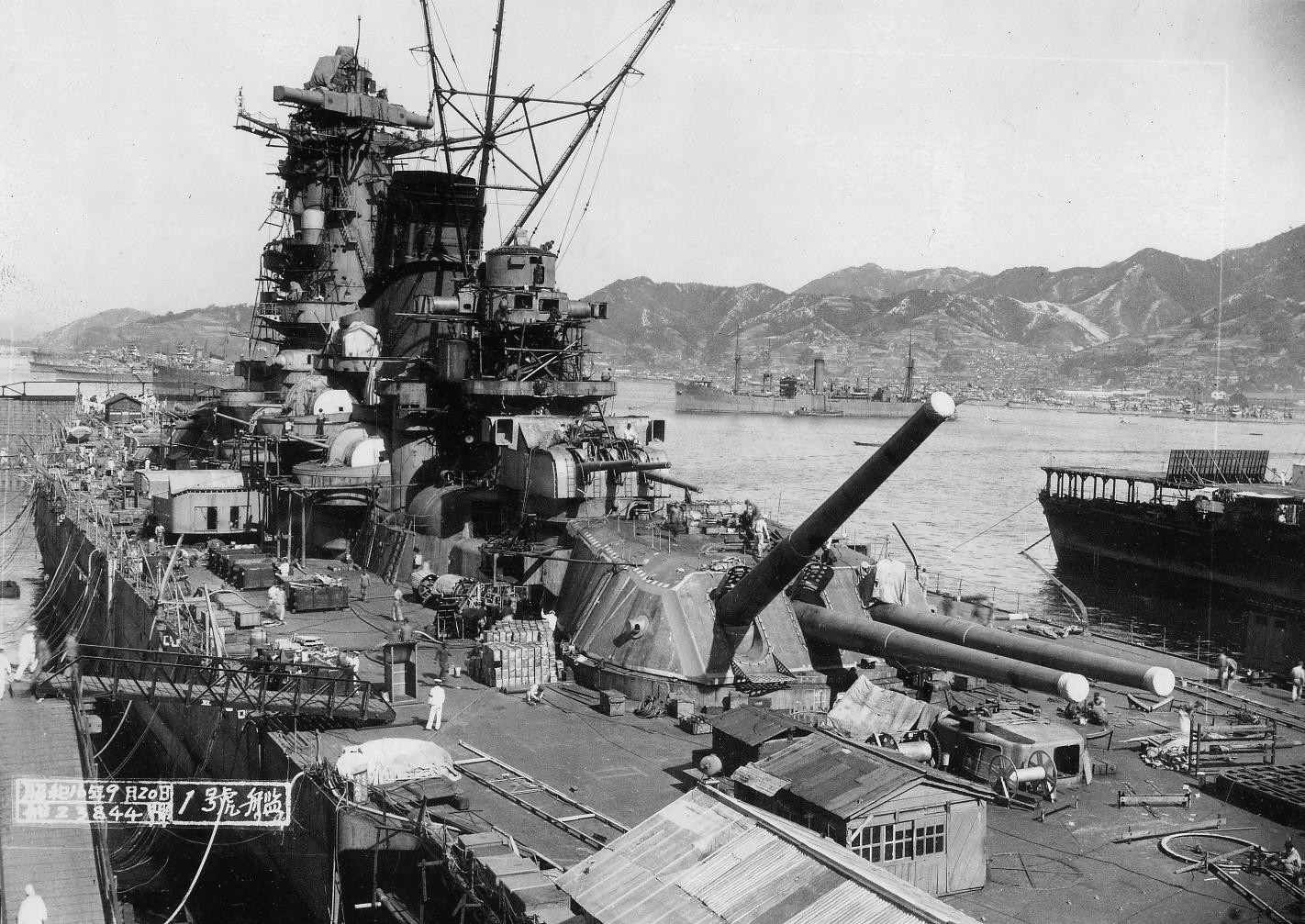
نبردناو یاماتو نبرد ناو یاماتو دومین نبردناو بزرگ ساخت کشور ژاپن در جنگ دوم جهانی بود. این نبردناو پس از، نبردناو موساشی قدرتمندترین ناو در حوزه آسیا و پاسفیک به‌شمار می‌رفت. طول:۲۵۶ متر، عرض: ۳۷ متر، اتمام ساخت اوت ۱۹۴۰، غرق در تاریخ ۷ آوریل ۱۹۴۵ در شمال اوکیناوا

۲ ژانویه ۱۹۴۲ - مانیل و پایگاه هوایی نیول سنگلی پوینت در فیلیپین توسط ژاپنی‌ها تسخیر شدند.

۷ ژانویه ۱۹۴۲ - آغاز حمله به باتاآن توسط ژاپنی‌ها در فیلیپین.
نیروهای ژاپنی کوالالامپور (پایتخت مالزی کنونی)، شبه‌جزیره مالایا را تصرف کردند.

۱۱ ژانویه ۱۹۴۲ - حمله ژاپنی‌ها به هند شرقی هلند (کشور اندونزی کنونی) و بورنئوی هلند.

۱۶ ژانویه ۱۹۴۲ - ژاپنی‌ها پیشروی خود را به سمت برمه آغاز کردند.

۱۸ ژانویه ۱۹۴۲ - توافق‌نامه نظامی آلمان، ژاپن و ایتالیا در برلین امضا شد.

۱۹ ژانویه ۱۹۴۲ - ژاپنی‌ها بورنئوی بریتانیا (بورنئوی شمالی) را تصرف کردند.
نیروهای ژاپنی تعداد زیادی از نیروهای انگلیسی را در شمال سنگاپور اسیر کردند.
۲۳ ژانویه ۱۹۴۲ - ژاپنی‌ها در نبرد رابائول (۱۹۴۲) در نبرد با استرالیا پیروز شدند.
تایلند به ایالات متحده و بریتانیا اعلام جنگ کرد.
نیروهای ژاپنی به جزایر سلیمان حمله کردند.

۳۰/۳۱ ژانویه - انگلیس‌ها به سنگاپور عقب‌نشینی کردند.
سپس محاصره سنگاپور توسط ژاپن آغاز شد.
آخرین نیروهای سازمان یافته متفقین، شبه‌جزیره مالایا را ترک کردند و به نبرد ۵۴ روزه نبرد مالایا پایان دادند.

۲ فوریه ۱۹۴۲ - ژنرال جوزف استیلول، چیانگ کای‌شک را به عنوان رئیس ستاد و فرمانده کل نیروهای متفقین در چین منصوب کرد.
حمله ژاپنی‌ها به جاوه (اندونزی کنونی) در هند شرقی هلند به خصوص در سورابایا.

۸/۹ فوریه - حمله ژاپنی‌ها به سنگاپور کشور مشترک‌المنافع با بریتانیا.

۱۴ فوریه ۱۹۴۲ - حمله ژاپنی‌ها به سوماترا (اندونزی) در هند شرقی هلند.

۱۵ فوریه ۱۹۴۲ - تسلیم انگلیس در نبرد سنگاپور.

۱۹ فوریه ۱۹۴۲ - بزرگترین حمله هوایی ژاپن از زمان پرل هاربر علیه داروین (استرالیا) در قلمرو شمالی استرالیا رخ داد.

رئیس‌جمهور فرانکلین دلانو روزولت امضای دستورالعمل فرمان اجرایی ۹۰۶۶ را امضا کرد که به ارتش ایالات متحده اجازه داد مناطق را به عنوان مناطق استثنایی تعریف کند. این مناطق ژاپنی‌ها را در ساحل غربی و آلمانی‌ها و ایتالیایی‌ها را عمدتاً در ساحل شرقی آمریکا تحت تأثیر قرار داد.
۲۰ فوریه ۱۹۴۲ - ژاپنی‌ها به بالی (اندونزی) و جزیره تیمور (کشور تیمور شرقی کنونی) حمله کردند.
نیروهای ژاپنی از رودخانه مهم سالوین در برمه عبور کردند.

۲۲ فوریه ۱۹۴۲ - رئیس‌جمهور فرانکلین دلانو روزولت به ژنرال مک‌آرتور دستور داد که فرار داگلاس مک‌آرتور از فیلیپین از فیلیپین را انجام دهد.

۲۵ فوریه ۱۹۴۲ - بازداشت شهروندان ژاپنی-آمریکایی طی بازداشت دسته‌جمعی ژاپنی‌ها در آمریکا در غرب ایالات متحده با افزایش نگرانی از حمله آغاز شد.

۲۷ فوریه - ۱ مارس - پیروزی نیروی دریایی ژاپن در نبرد دریای جاوه نیروهای ترکیبی ۲ کروزر سبک و ۳ ناوشکن را از دست دادند. ناو بمب افکن ژاپنی میتسوبیشی جی۴ام در دریای جاوه توسط یواس‌اس لانگلی (سی‌وی-۱) مورد حمله قرار گرفت، آسیب دید و بعداً برای جلوگیری از تصرف عقب‌نشینی کرد.

۴ مارس ۱۹۴۲ - دو قایق پرنده ژاپنی پرل هاربر را در طی عملیات کی مورد عملیات شناسایی قرار دادند.

۷ مارس ۱۹۴۲ - انگلیس یانگون را در برمه/میانمار تخلیه کرد.
ژاپنی‌ها به سالامائوآ و لائه در گینه نو حمله کردند.

۸ مارس ۱۹۴۲ - هلندی‌ها در جاوه تسلیم ژاپنی‌ها شدند.

۱۱ مارس ۱۹۴۲ - ژنرال داگلاس مک‌آرتور کورگیدیدور را ترک کرد و به استرالیا تغییر مکان داد.
۱۸ مارس ۱۹۴۲ - ژنرال مک‌آرتور توسط رئیس‌جمهور روزولت به عنوان فرمانده جبهه جنوب غربی اقیانوس آرام منصوب شد.

۲۳ مارس ۱۹۴۲ - حمله ژاپنی‌ها به جزایر آندامان در خلیج بنگال.

۲۴ مارس ۱۹۴۲ - دریاسالار چستر نیمیتز به عنوان فرمانده کل جبهه جنگ اقیانوس آرام ایالات متحده منصوب شد.

۳ آوریل ۱۹۴۲ - حمله ژاپنی‌ها به نیروهای آمریکایی و فیلیپینی در باتاآن.

۶ آوریل ۱۹۴۲ - اولین نیروهای آمریکایی وارد استرالیا شدند.

۹ آوریل ۱۹۴۲ - نیروهای آمریکایی در باتاآن بدون قید و شرط تسلیم ژاپنی‌ها شدند.

۱۰ آوریل ۱۹۴۲ - راهپیمایی مرگ باتاآن در حالی آغاز شد که ۷۶۰۰۰ اسیر متفقین از جمله ۱۲۰۰۰ آمریکایی مجبور شدند ۶۰ مایل زیر آفتاب سوزان بدون آب و غذا به سمت اردوگاه جدید اسیر بروند و در نتیجه بیش از ۵٬۰۰۰ کشته آمریکایی داشته باشند.

۱۸ آوریل ۱۹۴۲ - حمله دولیتل بر روی شهرهای ناگویا، توکیو و یوکوهاما. هواپیماهای B-25های جیمی دولیتل از یواس‌اس هورنت (سی‌وی-۸) پرواز می‌کنند. این حملات باعث تقویت روحیه برای آمریکایی‌هایی شد.

۲۹ آوریل ۱۹۴۲ - ژاپنی‌ها با تصرف لاشیئو در برمه جاده برمه را قطع کرد. ژاپنی‌ها مرکز برمه را تصرف کردند.

۱ مه ۱۹۴۲ - ژاپنی‌ها ماندالی و مونیوا را در برمه اشغال کردند.

۳ مه ۱۹۴۲ - ژاپنی‌ها در حمله تولاگی (مه ۱۹۴۲)، تولاگی را در کشور جزایر سلیمان اشغال کردند.

۵ مه ۱۹۴۲ - ژاپنی‌ها برای حمله به جزیره مرجانی میدوی و جزایر آلیوتی آماده می‌شوند.

۶ مه ۱۹۴۲ -در کورگیدیدور، سرلشکر جاناتان ام. وین رایت (ژنرال) آخرین نیروهای ایالات متحده را در فیلیپین تسلیم سپهبد هونما ماساهارو کرد. حدود ۱۲۰۰۰ نفر زندانی شدند. هونما ماساهارو به زودی با انتقاد مافوق خود نسبت به مدت زمانی که او برای تصرف فیلیپین صرف کرده مواجه و مجبور به بازنشستگی شد (۱۹۴۳).

۷–۸ مه ۱۹۴۲ - ژاپن در طول نبرد دریای مرجان در برابر گینه نو اولین شکست خود را در جنگ متحمل شد - این اولین بار در تاریخ است که دو نیروی حامل مخالف فقط با استفاده از هواپیما می‌جنگیدند بدون اینکه کشتی‌های مخالف هرگز یکدیگر را ببینند.

۲۰ مه ۱۹۴۲ - ژاپنی‌ها تصرف برمه و حمله ژاپن به برمه را به اتمام رساندند و به هند رسیدند.

۴–۵ ژوئن ۱۹۴۲ - ژاپن حملات هوایی خود را علیه آلاسکا در نبرد بندر هلند و لشکرکشی جزایر آلیوتی را آغاز کرد.
نبرد میدوی با حملات ناکارآمد بوئینگ بی-۱۷ فلایینگ فورترس به ناوگان ژاپنی آغاز شد. دریاسالار ناگومو چوایچی، مسئول ناو هواپیمابر کاگا قادر به یافتن هیچ ناو هواپیمابر آمریکایی نشد.

نقطه عطف جنگ با پیروزی قاطع ایالات متحده در برابر ژاپن در نبرد جزیره مرجانی میدوی اتفاق افتاد.
ایالات متحده یواس‌اس یورک‌تاون (سی‌وی-۵) را از دست داد.

۹ ژوئن ۱۹۴۲ - ژاپنی‌ها برنامه‌های بعدی را برای تصاحب جزیره مرجانی میدوی به تعویق انداختند.

۳ ژوئیه ۱۹۴۲ -- گوادالکانال  کاملاً در دست ژاپنی‌ها افتاد.
۷ اوت ۱۹۴۲ - لشکرکشی گوادالکانال با حمله نیروهای آمریکایی به گوادالکانال، تولاگی و جزایر تانامبوگو آغاز شد.

۸/۹ اوت - یک فاجعه بزرگ دریایی ایالات متحده در نبرد جزیره ساوو، شمال گوادالکانال، در حالی که هشت کشتی جنگی ژاپنی یک حمله شبانه انجام می‌دادند، سه کشتی تفریحی سنگین آمریکایی، یک رزمناو استرالیایی و یک ناوشکن آمریکایی را در کمتر از یک ساعت غرق کردند.
یک رزمناو دیگر آمریکایی و دو ناوشکن آسیب دیده‌اند.
بیش از ۱۵۰۰ خدمه متفقین گم شدند.
۲۱ اوت ۱۹۴۲ - تفنگداران آمریکایی اولین حمله زمینی ژاپن به گوادالکانال را دفع کردند.

۲۴ اوت ۱۹۴۲ -در نبرد دریایی سلیمان شرقی؛ یواس‌اس انترپرایز (سی‌وی-۶) متعلق به آمریکا به شدت آسیب دید.

۲۶ اوت ۱۹۴۲ -- نبرد خلیج میلنه آغاز شد: نیروهای ژاپنی به پایگاه استرالیا نزدیک نوک شرقی گینه نو حمله کردند و حمله گسترده‌ای را در گینه نو انجام دادند.
۲۹ اوت ۱۹۴۲ - صلیب سرخ اعلام کرد ژاپن از اجازه عبور ایمن کشتی‌های حاوی تجهیزات برای اسیران جنگی ایالات متحده امتناع می‌ورزد.

۳۰ اوت ۱۹۴۲ - نیروهای آمریکایی به جزیره آداک، آلاسکا در جزایر آلیوتی حمله کردند.

۹ سپتامبر - یک هواپیمای شناور ژاپنی دو مأموریت انداختن بمب‌های آتش‌زا در جنگل‌های ایالات متحده را در ایالت اورگان انجام داد- این تنها بمباران قاره آمریکا در طول جنگ است.
روزنامه‌ها در ایالات متحده داوطلبانه از درج این خبر جلوگیری کردند.

۱۲–۱۴ سپتامبر - نبرد پشته ادسون (نبرد پشته خونین) در گوادالکانال.

۱۵ سپتامبر ۱۹۴۲ - یک حمله اژدر زیردریایی ژاپنی در نزدیکی جزایر سلیمان منجر به غرق شدن یواس‌اس واسپ (سی‌وی-۷) شد.

۲۷ سپتامبر ۱۹۴۲ - حمله انگلیس به برمه.

۱۱/۱۲ اکتبر - رزمناوها و ناوشکن‌های آمریکایی یک گروه ویژه ژاپنی را در نبرد کیپ اسپرانس در مقابل گوادالکانال شکست دادند.

۱۳ اکتبر ۱۹۴۲ - اولین نیروهای ارتش ایالات متحده، هنگ ۱۶۴ پیاده، در گوادالکانال پیاده شدند.

۱۴/۱۵ اکتبر - ژاپنی‌ها شب هنگام از ناوهای جنگی، «هندرسن فیلد» (امروزه فرودگاه بین‌المللی هونیارا) را بمباران کردند و سپس صبح، هنگام حمله هواپیماهای ایالات متحده نیروهای خود را به ساحل گوادالکانال فرستادند.

اکتبر ۱۵/۱۷ - ژاپنی‌ها «هندرسن فیلد» (امروزه فرودگاه بین‌المللی هونیارا) را شبانه دوباره از کشتی‌های جنگی بمباران کردند.

۲۶ اکتبر ۱۹۴۲ - نبرد جزایر سانتا کروز در نزدیکی گوادالکانال بین کشتی‌های جنگی ایالات متحده و ژاپن رخ داد. ژاپنی‌ها هواپیماهای زیادی را از دست دادند و دو ناو هواپیمابر آمریکایی یواس‌اس هورنت (سی‌وی-۸) غرق شد و یواس‌اس انترپرایز (سی‌وی-۶) به شدت آسیب دید.

۱۴/۱۵ نوامبر -یواس‌اس واشینگتن (بی‌بی-۵۶) به ناو جنگی ژاپنی کیریشیما در نبردناو کیریشیما حمله کردند. کشتی ژاپنی در ساعت ۰۳:۲۵ بامداد ۱۵ نوامبر غرق شد.

۲۳/۲۴ نوامبر - حمله هوایی ژاپن به داروین (استرالیا)، استرالیا.

۳۰ نوامبر - نبرد تاسافارونگا در نزدیکی گوادالکانال. این یک اقدام شبانه بود که در آن نیروهای دریایی ژاپن یک فروند رزمناو آمریکایی را غرق کردند و به سه فروند دیگر آسیب رساندند.

۲ دسامبر ۱۹۴۲ - انریکو فرمی اولین آزمایش واکنش زنجیره‌ای هسته‌ای جهان را در دانشگاه شیکاگو انجام داد.

۲۰ تا ۲۴ دسامبر - حملات هوایی ژاپن به کلکته، هند.

۳۱ دسامبر ۱۹۴۲ - هیروهیتو امپراتور ژاپن به سربازان خود اجازه داد پس از پنج ماه جنگ خونین علیه نیروهای ایالات متحده از گوادالکانال خارج شوند.

## ۱۹۴۳

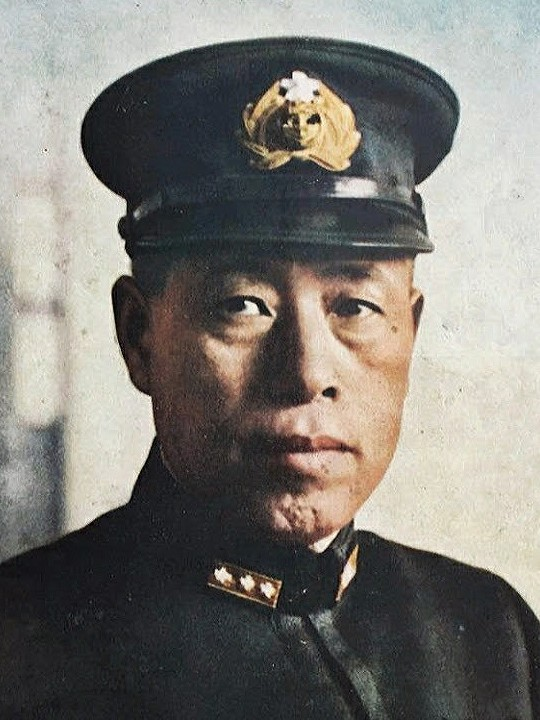
یاماموتو ایسوروکو در ۱۸ آوریل ۱۹۴۳، در طی عملیات انتقام توسط هجده جنگنده لاکهید پی-۳۸ لایتنینگ بر فراز بوگنویل مورد حمله قرار گرفت و کشته شد.

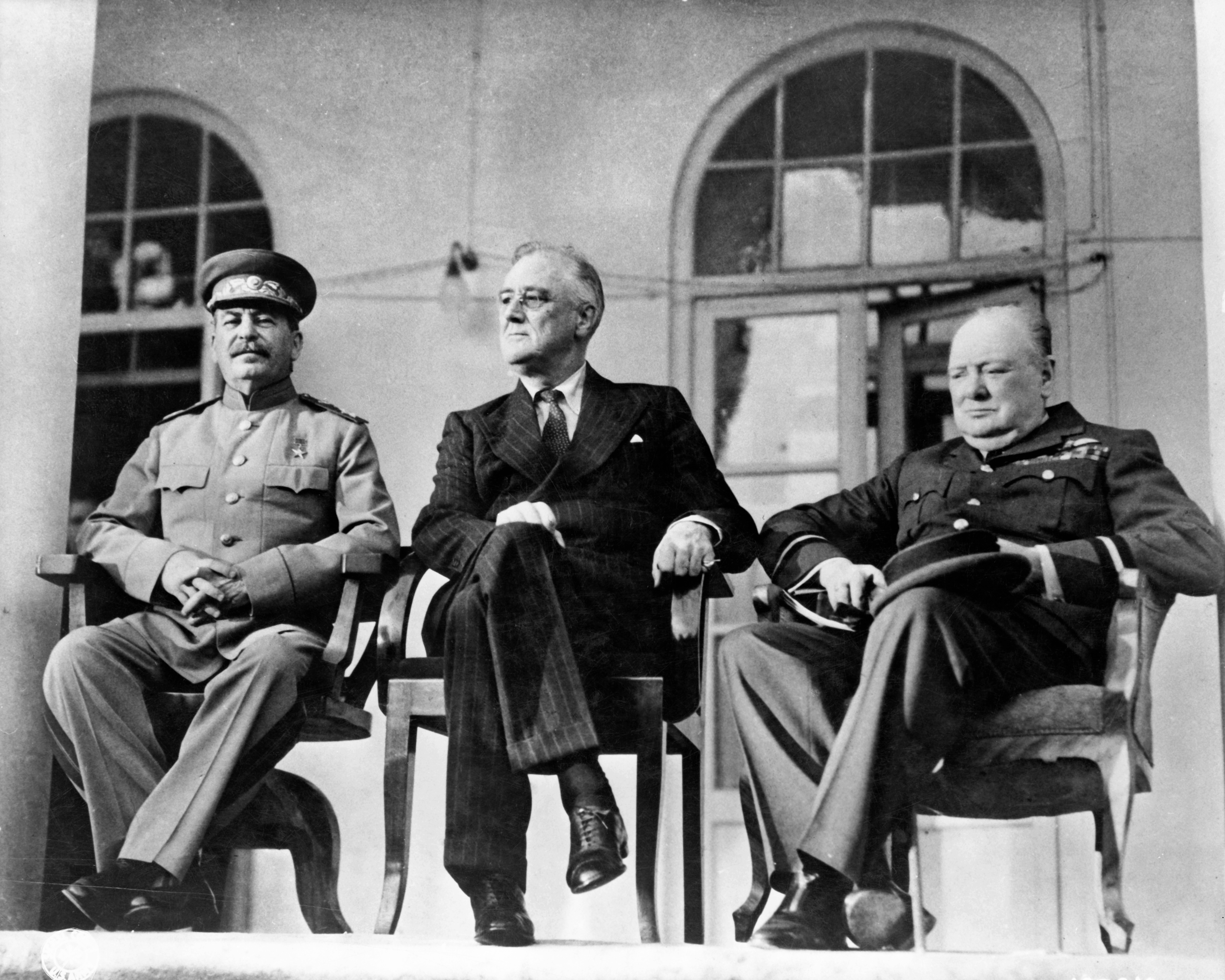
کنفرانس تهران (۲۸ نوامبر ۱۹۴۳): چپ به راست: دبیرکل حزب کمونیست اتحاد جماهیر شوروی ژوزف استالین، رئیس‌جمهور ایالات متحده آمریکا فرانکلین دلانو روزولت و نخست‌وزیر بریتانیا وینستون چرچیل

۲ ژانویه ۱۹۴۳ - متفقین بونا، پاپوآ گینه نو را در گینه نو اشغال کردند.

۲۲ ژانویه ۱۹۴۳ - متفقین ژاپنی‌ها را در ساناناندا در گینه نو شکست دادند.

۱ فوریه ۱۹۴۳ - ژاپنی‌ها تخلیه گوادالکانال را آغاز کردند.

۸ فوریه ۱۹۴۳ - نیروهای انگلیس و هند عملیات چریکی علیه ژاپنی‌ها را در برمه آغاز کردند.

۹ فوریه ۱۹۴۳ - مقاومت ژاپن در گوادالکانال پایان یافت.

۲–۴ مارس - پیروزی ایالات متحده بر ژاپنی‌ها در نبرد دریای بیسمارک.

۱۸ آوریل ۱۹۴۳ - کدهای نیروی دریایی ژاپن توسط ایالات متحده رمزگشایی شد و آمریکایی‌ها موقعیت دریاسالار ژاپنی یاماموتو ایسوروکو معمار ارشد استراتژی نیروی دریایی ژاپن را که با بمب‌افکن ژاپنی در حوالی جزیره بوگنویل در جزایر سلیمان در حال پرواز بود مشخص کردند.
دریاسالار یاماموتو ایسوروکو، هنگامی که هواپیمای او توسط هجده جنگنده لاکهید پی-۳۸ لایتنینگ بر فراز بوگنویل مورد حمله قرار گرفت، کشته شد.

۲۱ آوریل ۱۹۴۳ - رئیس‌جمهور روزولت اعلام کرد که ژاپنی‌ها چندین نفر از پرسنل دستگیر شده نیروی هوایی آمریکا که در حمله دولیتل شرکت داشتند را اعدام کرده‌است.

۲۲ آوریل ۱۹۴۳ - ژاپن اعلام کرد به خلبانان متفقین دستگیر شده «بلیط یک طرفه جهنم» داده می‌شود.

۹ مه ۱۹۴۳ - قتل‌عام چانگ جیائو توسط ژاپنی‌ها در چین

۱۰ مه ۱۹۴۳ - نیروهای آمریکایی و کانادایی در تلاش برای اخراج نیروهای اشغالگر ژاپنی به جزیره آتو در طی لشکرکشی جزایر آلیوتی در جزایر آلیوتی حمله کردند.

۳۱ مه ۱۹۴۳ - ژاپنی‌ها با پایان یافتن تصرف جزیره آتو توسط ایالات متحده، به اشغال جزایر آلیوتی پایان دادند.

۱ ژوئن ۱۹۴۳ - ایالات متحده جنگ زیر دریایی علیه حمل و نقل ژاپنی را آغاز کرد.

۲۱ ژوئن ۱۹۴۳ - متفقین به جورجیای نو در جزایر سلیمان پیشروی کردند.

۲ اوت - اژدر قایق گشتی پی‌تی-۱۰۹، به فرماندهی ستوان جان اف کندی، توسط کروزر ژاپنی زده و غرق شد. دو نفر را کشته و دیگران را به شدت زخمی کرد.

۶/۷ اوت ۱۹۴۳ - پیروزی متفقین نبرد خلیج ولا در کلومبانگارا در جزایر سلیمان.

۲۱ سپتامبر ۱۹۴۳ - اعزام دانشجویان به جنگ دانشجویانی که بیش از ۲۰ سال سن داشتند برای شرکت در جنگ به عنوان سرباز اعزام شدند.

۱۵ سپتامبر ۱۹۴۳ - متفقین در نبرد ولا لاوا (زمینی)، گینه نو را بازپس گرفتند.

۲۶ اکتبر ۱۹۴۳ - امپراتور هیروهیتو اظهار داشت که وضعیت کشورش اکنون «واقعاً وخیم» است.

۲۷ اکتبر ۱۹۴۳- نبرد جزایر گنج آغاز شد.
۱ نوامبر ۱۹۴۳ - تفنگداران آمریکایی به جزیره بوگنویل در جزایر سلیمان حمله کردند.

۲ نوامبر ۱۹۴۳ - در ساعات اولیه صبح، کشتی‌های آمریکایی و ژاپن در نبرد خلیج شهبانو آوگوستا در حوالی جزیره بوگنویل جنگیدند، اما ژاپنی‌ها قادر به تقویت نیرو نبودند.

۲۰ نوامبر ۱۹۴۳ - نبرد تاراوا آغاز شد و نیروهای آمریکایی به ماکین و تاراوا (جزیره) در جزایر گیلبرت حمله کردند.

۲۳ نوامبر ۱۹۴۳ - ژاپنی‌ها مقاومت در برابر ماکین و تاراوا (جزیره) را پایان دادند.

۲۸ نوامبر ۱۹۴۳ - برپایی کنفرانس تهران

## ۱۹۴۴

کشور پالائو مابین فیلیپین و اندونزی قرار دارد.

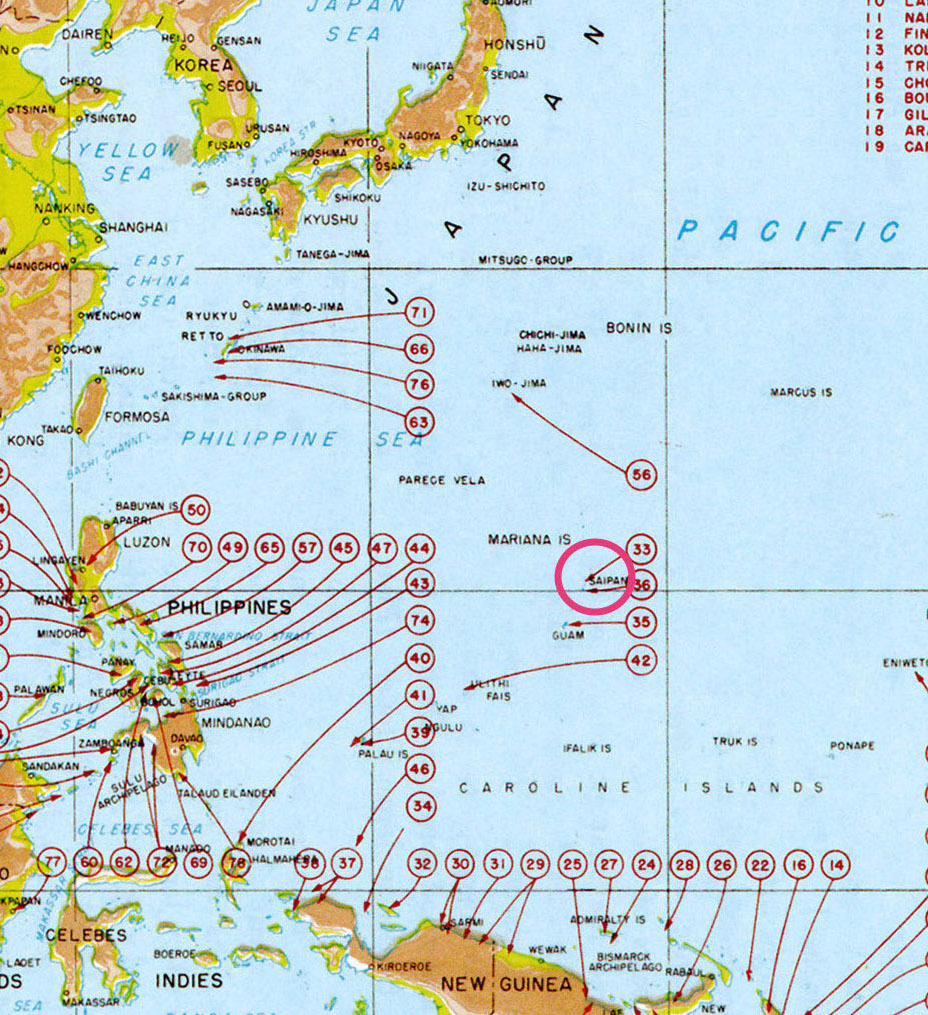
سایپن در نقشه با دایره قرمز مشخص شده‌است. سایپن جزو جزایر ماریانا است که در سال ۱۸۹۹ میلادی اسپانیائی‌ها، آن را به آلمان فروختند و مالکیت آلمان‌ها، تا سال ۱۹۱۴، ادامه یافت؛ در این سال امپراتوری ژاپن، با یک حملهٔ نظامی، این جزایر را متصرف شد. آمریکایی‌ها در سال ۱۹۴۴، طی نبردهای خونینی، ژاپنی‌ها را از این جزایر بیرون راندند. پس از تصرف سایپن ارتش ایالات متحده توانست بوئینگ بی-۲۹ سوپرفورترس را از این مکان به حرکت درآورد و این امکان به وجود آمد که این بمب‌افکن تقریباً به تمام ژاپن بجز هوکایدو و شمال توهوکو بدون نیاز به فرود حمله کند.

۹ ژانویه ۱۹۴۴ - نیروهای انگلیس و هند ماونگدا را در برمه پس گرفتند.

۳۱ ژانویه ۱۹۴۴ -عملیات لشکرکشی جزایر گیلبرت و مارشال با شروع پیاده شدن نیروهای آمریکایی در جزایر مارشال آغاز شد

۱–۷ فوریه ۱۹۴۴ -در نبرد کواجالین سربازان ایالات متحده کواجالین (بزرگترین جزیره مرجانی جهان و پایگاه بزرگ دریایی ژاپن) و ماجورو را در جزایر مارشال تصرف کردند.

۵ فوریه ۱۹۴۴- نیروی دریایی آمریکا جزایر کوریل، شمالی‌ترین منطقه در خاک ژاپن را بمباران کرد.
۱۷/۱۸ فوریه - هواپیماهای مستقر در ناو آمریکایی پایگاه دریایی ژاپن را در تالاب چوک در جزایر کارولین منهدم کردند.

۲۳ فوریه ۱۹۴۴ - هواپیماهای آمریکایی به جزایر ماریانا در سایپن، گوام (امروزه بخشی از آمریکا) و تینیان (جزو جزایر ماریانای شمالی، امروزه بخشی از آمریکا) حمله کردند.

۵ مارس ۱۹۴۴ - گروه‌های ژنرال وینگیت عملیات خود را در پشت خط ژاپن در برمه آغاز کردند.

۱۷ آوریل ۱۹۴۴ - ژاپنی‌ها آخرین حمله خود را به چین آغاز کردند و به پایگاه‌های هوایی ایالات متحده در شرق چین حمله کردند.

۲۲ آوریل ۱۹۴۴ - حمله متفقین به آئیتاپه و جایاپورا (اندونزی کنونی) در گینه نو (دومین جزیرهٔ بزرگ جهان در اندونزی کنونی).

۲۷ مه ۱۹۴۴ - حمله متفقین به جزیره بیاک، گینه نو.

۵ ژوئن ۱۹۴۴ - اولین مأموریت بوئینگ بی-۲۹ در حالی انجام شد که ۷۷ هواپیما امکانات راه‌آهن ژاپن را در بانکوک، تایلند بمباران کردند.

۱۵ ژوئن ۱۹۴۴ - حمله تفنگداران آمریکایی به سایپن و نبرد سایپن در جزایر ماریانا (امروزه جزایر ماریانای شمالی آمریکا) با پیروزی آمریکا به پایان رسید.
پس از تصرف سایپن ارتش ایالات متحده توانست بوئینگ بی-۲۹ سوپرفورترس را از این مکان به حرکت درآورد و این امکان به وجود آمد که این بمب‌افکن تقریباً به تمام ژاپن بجز هوکایدو و شمال توهوکو بدون نیاز به فرود حمله کند.

۱۵/۱۶ ژوئن - اولین حمله بمباران ژاپن از زمان حمله دولیتل در آوریل ۱۹۴۲، ۴۷ بوئینگ بی-۲۹ مستقر در بنگال هند، کارخانه‌های فولاد در یاواتا، کیوتو را هدف قرار دادند.

۱۹ ژوئن ۱۹۴۴ - لشکرکشی جزایر پالائو و ماریانا «شلیک بوقلمون ماریانا» در حالی رخ داد که جنگنده‌های مستقر در شرکت هواپیمابر ایالات متحده ۲۲۰ هواپیمای ژاپنی را سرنگون کردند، در حالی که فقط ۲۰ هواپیمای آمریکایی از دست رقتند.

۱۸ ژوئیه ۱۹۴۴ - با ادامه شکست نیروهای نظامی ژاپن، ژنرال توجو هیدکی از سمت نخست‌وزیری دولت ژاپن استعفا داد. امپراتور هیروهیتو از ژنرال کوایسو کونی‌آکی خواست یک دولت جدید تشکیل دهد.

۲۴ ژوئیه ۱۹۴۴ - تفنگداران آمریکایی به تینیان حمله کردند.

۲۷ ژوئیه ۱۹۴۴ - نیروهای آمریکایی آزادسازی گوام را به پایان رساندند.

۳ اوت ۱۹۴۴ - نیروهای آمریکایی و چینی پس از دو ماه محاصره ماییتکینا در میانمار (برمه) را گرفتند.

۸ اوت ۱۹۴۴ - نیروهای آمریکایی تصرف جزایر ماریانا را به اتمام رساندند.

۲۲ اوت ۱۹۴۴-زیردریایی یواس‌اس کمان‌باله (اس‌اس-۲۸۷) که قصد داشت از حمل‌ونقل مهمات و سربازان به خاک ژاپن جلوگیری به عمل آورد، به کشتی تسوشیما مارو حمله کرد و این کشتی را غرق کرد، ۷۷۵ نفر از دانش آموز مسافر کشتی که قصد پناه بردن از اوکیناوا به مناطق امن تر داخل ژاپن را داشتند در اثر این واقعه غرق شدند.

۱۵ سپتامبر ۱۹۴۴ - نیروهای آمریکایی نبرد پللیو را در جزایر پالائو آغاز کردند.

۱۱ اکتبر ۱۹۴۴ - حملات هوایی ایالات متحده علیه اوکیناوا.

۲۰ اکتبر ۱۹۴۴ - ارتش ششم ایالات متحده به لیته (جزیره) در فیلیپین حمله کرد.

۲۳–۲۶ اکتبر - نبرد خلیج لیته منجر به یک پیروزی قاطع در نیروی دریایی ایالات متحده شد.

۲۵ اکتبر ۱۹۴۴ - اولین حملات هوایی انتحاری (کامی‌کازه) علیه کشتی‌های جنگی ایالات متحده در خلیج لیته رخ داد.
تا پایان جنگ، حدود ۲۴۰۰ هواپیمای کامی‌کازه اعزام شده و ۲۵۲۰ نفر خلبان و سرنشینان این هواپیماها در عمل کشته شدند.

۱۱ نوامبر ۱۹۴۴ - ایوو جیما توسط نیروی دریایی ایالات متحده بمباران شد.

۲۴ نوامبر ۱۹۴۴– ۲۴ هواپیمای بوئینگ بی-۲۹ کارخانه هواپیماسازی ناکاجیما در نزدیکی توکیو را بمباران کردند.

۱۵ دسامبر ۱۹۴۴ - نیروهای آمریکایی به جزیره میندورو در فیلیپین حمله کردند.

## ۱۹۴۵

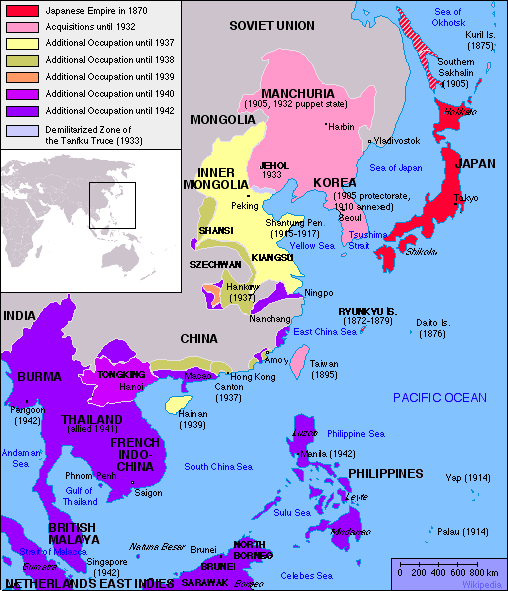
نقشه جنگ اقیانوس آرام از سال ۱۹۳۷ تا ۱۹۴۲ میلادی. گسترش منطقه تسخیر شده توسط امپراتوری ژاپن با استفاده از رنگ بر اساس سال مشخص شده‌است.

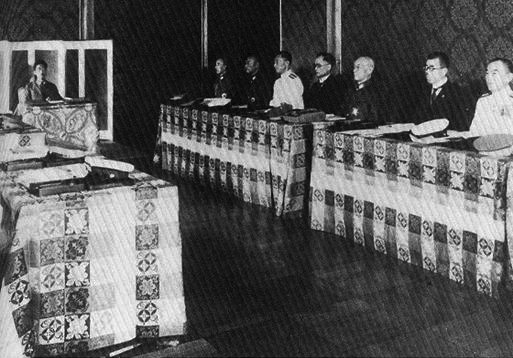
جلسه هیئت دولت ژاپن در ۱۴ اوت به نام گوزن‌کایگی یا جلسه در حضور امپراتور هیروهیتو که در مورد تسلیم ژاپن در این جلسه تصمیم گرفته شد

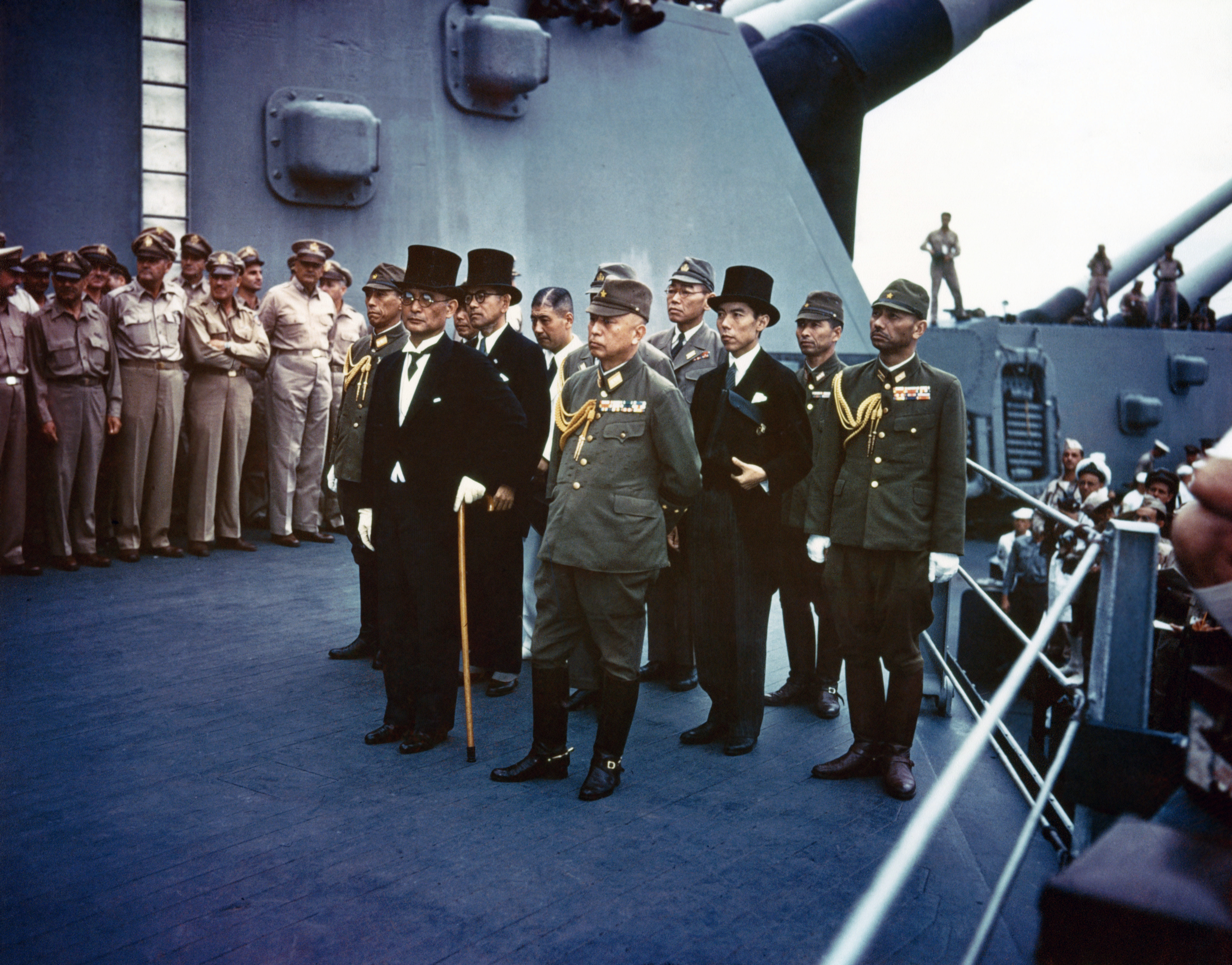
نمایندگان ژاپن بر عرشه ناو جنگی یواس‌اس میسوری سند تسلیم ژاپن را امضا می‌کنند.

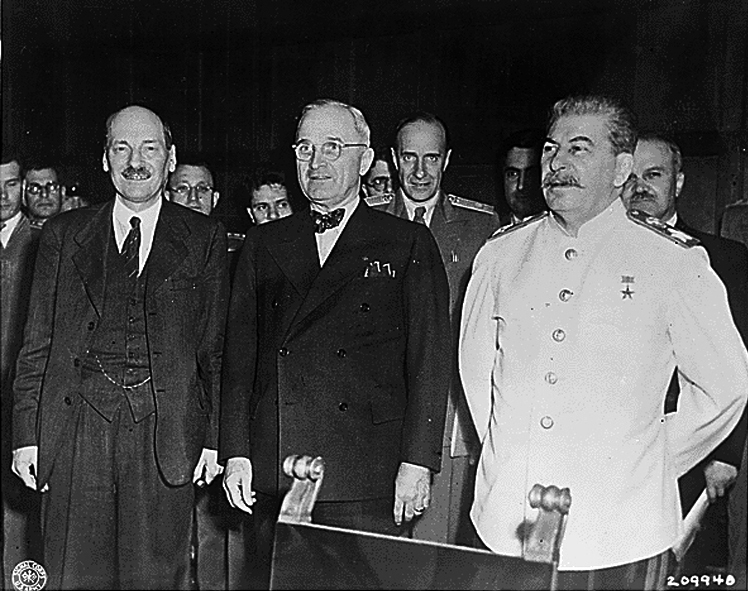
کلمنت اتلی (نخست‌وزیر بعدی بریتانیا بعد از چرچیل)، هری ترومن و ژوزف استالین در کنفرانس پوتسدام در ۲۴ ژوئیه ۱۹۴۵

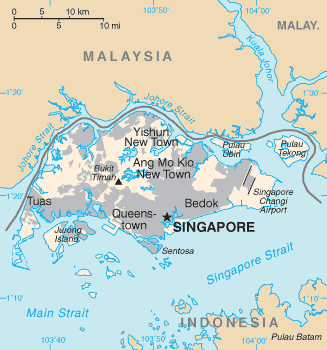
نقشه سنگاپور کنونی، سنگاپور در زمان جنگ بخشی از مالایای بریتانیا بود و پس از تسلیم ژاپن دوباره توسط بریتانیا اشغال شد.

۲ ژانویه ۱۹۴۵–۴۶ بمب‌افکن‌های آمریکایی مستقر در نزدیکی کلکته، هند به یک پل راه‌آهن در نزدیکی بانکوک، تایلند و سایر اهداف در منطقه حمله کردند.

ژاپنی‌ها به‌طور فزاینده ای از تاکتیک‌های کامی‌کازه علیه نیروهای دریایی ایالات متحده استفاده کردند.

۳ ژانویه ۱۹۴۵ - ژنرال داگلاس مک‌آرتور به فرماندهی کلیه نیروهای زمینی ایالات متحده و دریادار چستر نیمیتز به عنوان فرماندهی تمام نیروهای دریایی برنامه‌ریزی کردند تا برای حملات علیه ایوو جیما و اوکیناوا در خود خاک ژاپن آماده شوند.

۶ ژانویه ۱۹۴۵ - بمباران توکیو توسط هواپیماهای آمریکا
۹ ژانویه ۱۹۴۵ - ارتش ششم ایالات متحده به خلیج لینگاین در لوزون فیلیپین حمله کرد.

۲۸ ژانویه ۱۹۴۵ - جاده برمه بازگشایی شد.

۳ فوریه ۱۹۴۵ - حمله ارتش ششم ایالات متحده به ژاپنی‌ها در مانیل.

۱۴ فوریه ۱۹۴۵ - کنفرانس یالتا، در این کنفرانس دو دولت آمریکا و انگلیس به استالین پیشنهاد کردند که در فاز آخر جنگ، همزمان با حملهٔ متفقین به ژاپن، روسها نیز از طریق منچوری به نیروهای ژاپنی حمله کنند و با بیرون راندن ژاپنی‌ها از کره (کشور)، مناطق شمال مدار ۳۸ درجه، سهم روس‌ها و مناطق جنوب خط ۳۸ درجه، در اشغال آمریکایی‌ها درآید.
۱۶ فوریه ۱۹۴۵ - نیروهای آمریکایی باتاآن را در فیلیپین بازپس گرفتند.

۱۹ فوریه ۱۹۴۵ - حمله نیروهای دریایی ایالات متحده به ایوو جیما.

۲۳ فوریه ۱۹۴۵- تفنگداران آمریکایی برافراشتن پرچم در ایوو جیما را در تپه سوریباچی در ایوو جیما برافراشته کردند.

۱ مارس ۱۹۴۵ - مانیل به‌طور کامل توسط نیروهای آمریکایی از تصرف ژاپن خارج شد.

۲ مارس ۱۹۴۵ - نیروهای هوایی ایالات متحده کورگیدیدور را در فیلیپین پس گرفتند.

۳ مارس ۱۹۴۵ - نیروهای آمریکایی و فیلیپینی مانیل را تصرف کردند.

۱۰ مارس (به وقت ژاپن) - بمباران توکیو (۱۰ مارس ۱۹۴۵)، پانزده مایل مربع از توکیو پس از آتش‌سوزی توسط ۲۷۹ بوئینگ بی-۲۹ در آتش شعله‌ور شد.
در میان شایعات مربوط به حمله احتمالی آمریکا، ژاپنی‌ها دولت ویشی فرانسوی ژان دکوکس را که به‌طور مستقل به عنوان دولت استعماری ویتنام فعالیت می‌کرد، سرنگون کردند: ژاپنی‌ها امپراتوری «مستقل» ویتنام را با امپراتور بائو دای به عنوان حاکم اسمی اعلام کردند. نخست‌وزیر تران تونگ کیم اولین دولت ویتنام را تشکیل داد.

۱۱ مارس ۱۹۴۵ - ناگویا بمباران شدید شد.

۲۰ مارس ۱۹۴۵ - نیروهای انگلیس ماندالی، برمه را آزاد کردند.

۲۷ مارس ۱۹۴۵ - هواپیماهای بوئینگ بی-۲۹ در تنگه شیمونوسکی ژاپن مین‌گذاری کردند تا حمل و نقل را قطع کنند.

۱ آوریل ۱۹۴۵ - سربازان آمریکایی «عملیات کوه‌یخ» را در نبرد اوکیناوا آغاز کردند. اوکیناوا می‌توانست یک پایگاه جهشی برای حمله به سرزمین اصلی باشد عملیات سقوط.

۷ آوریل ۱۹۴۵ - جنگنده‌های آمریکایی، ناو جنگی فوق‌العاده نبردناو یاماتو و چندین کشتی اسکورت را که قصد حمله به نیروهای ایالات متحده در اوکیناوا را داشتند غرق کردند.

۱۲ آوریل ۱۹۴۵ - رئیس‌جمهور روزولت درگذشت، به جای او هری اس ترومن رئیس‌جمهور آمریکا شد.

۸ مه ۱۹۴۵ - روز پیروزی در اروپا.

۲۰ مه ۱۹۴۵ - ژاپنی‌ها شروع به خروج از چین کردند.

۹ ژوئن ۱۹۴۵ - سوزوکی کانتارو نخست‌وزیر ژاپن اعلام کرد ژاپن به جای قبول تسلیم بدون قید و شرط تا پایان مبارزه خواهد کرد.

۱۰ ژوئن ۱۹۴۵ - نبرد شمال بورنئو

۱۳ ژوئن ۱۹۴۵ -استرالیایی‌ها برونئی را تصرف کردند.

۱۸ ژوئن ۱۹۴۵ - مقاومت ژاپن در میندانائو فیلیپین پایان یافت.

۲۲ ژوئن ۱۹۴۵ - با اتمام تسخیر ارتش دهم ایالات متحده، مقاومت ژاپن در اوکیناوا پایان یافت.

۲۸ ژوئن ۱۹۴۵ - مقر داگلاس مک‌آرتور پایان تمام مقاومت ژاپن در فیلیپین را اعلام کرد.

۱ ژوئیه ۱۹۴۵ - آغاز نبرد شمال بورنئو توسط سربازان استرالیایی

۵ ژوئیه ۱۹۴۵ - اعلام آزادی فیلیپین.

۱۰ ژوئیه ۱۹۴۵– ۱۰۰۰ حمله بمب‌افکن علیه ژاپن آغاز شد.

۱۵ ژوئیه ۱۹۴۵ - اوساکای ژاپن به شدت بمباران شد.

۱۶ ژوئیه ۱۹۴۵ - اولین آزمایش جنگ‌افزارهای هسته‌ای با موفقیت توسط ایالات متحده در الماگوردو، نیومکزیکو آزمایش ترینیتی شد.
ژاپنی‌ها به‌طور کلی از مرکز چین عقب‌نشینی کردند.

۲۴ ژوئیه ۱۹۴۵ - کنفرانس پوتسدام با شرکت نخست‌وزیری انگلیس وینستون چرچیل، نخست‌وزیر شوروی ژوزف استالین و رئیس‌جمهور ایالات متحده هری ترومن آغاز شد. رهبران متفقین موافقت کردند که بر تسلیم بدون قید و شرط ژاپن پافشاری کنند.

۲۶ ژوئیه ۱۹۴۵ - اجزای بمب اتمی پسر کوچک توسط کشتی جنگی ایندیاناپولیس در جزیره تینیان در مجمع‌الجزایر ماریانا در اقیانوس آرام جنوبی به هیئت نظامی آمریکایی در این جزیره تحویل داده شد.

۲۹ ژوئیه ۱۹۴۵ - یک زیردریایی ژاپنی کشتی جنگی ایندیاناپولیس را غرق کرد و در نهایت منجر به مرگ حدود ۸۰۰ نفر خدمه این کشتی شد. این اتفاق اندکی پس از تحویل مواد بمب اتمی به تینیان توسط این کشتی انجام شد. به دلیل ارتباطات ضعیف، مدتی محل کشتی مشخص نبود و در طی چهار روز آینده بسیاری از خدمه آن که با جلیقه نجات در آب افتاده بودند، توسط کوسه‌ها مورد حمله قرار گرفتند یا از تشنگی درگذشتند.

۶ اوت ۱۹۴۵ - ساعت ۸ و ۱۵ دقیقه صبح، اولین بمب اتمی (پسر کوچک) در بوئینگ بی-۲۹ توسط سرهنگ پل تیبت به پرواز درآمد و بر هیروشیما ریخته شد.

۹ اوت ۱۹۴۵ - ساعت ۲ و ۴۷ دقیقه صبح، بمب اتمی دوم مرد چاق از هواپیمای بوئینگ بی-۲۹ که توسط سرگرد چارلز سوئینی به پرواز درآمد، بر روی ناگاساکی (بندر) پرتاب شد.

تهاجم نظامی شوروی به منچوری صبح زود (به وقت ژاپن) آغاز شد.

۱۴ اوت ۱۹۴۵ - ژاپنی‌ها تسلیم بدون قید و شرط را پذیرفتند.
ژنرال داگلاس مک‌آرتور به عنوان رئیس نیروهای اشغالگر در ژاپن منصوب شد.

۱۶ اوت ۱۹۴۵ - امپراتور هیروهیتو با صدور پخش صدای جواهر به نیروهای ژاپنی دستور آتش‌بس داد.

۲۷ اوت ۱۹۴۵ - نیروهای ژاپنی در برمه محاصره شدند

۲۹ اوت ۱۹۴۵ - اتحاد جماهیر شوروی یک بوئینگ بی-۲۹ را در کره (کشور) سرنگون کرد.

۳۰ اوت ۱۹۴۵ - انگلیس دوباره هنگ کنگ را اشغال کرد.

۲ سپتامبر ۱۹۴۵ - انجام مراسم رسمی تسلیم ژاپن در ناو یواس‌اس میزوری در خلیج توکیو
رئیس‌جمهور هری ترومن روز پیروزی بر ژاپن را اعلام کرد.

۳ سپتامبر ۱۹۴۵ - یاماشیتا تومویوکی، فرمانده ژاپنی در فیلیپین به جاناتان ام. وین رایت (ژنرال) تسلیم شد.

۴ سپتامبر ۱۹۴۵ - نیروهای ژاپنی در جزیره ویک (یکی از جزایر آمریکا) تسلیم شدند.

۵ سپتامبر ۱۹۴۵ - اشغال سنگاپور توسط بریتانیا.

۸ سپتامبر ۱۹۴۵ - داگلاس مک‌آرتور وارد توکیو شد.

۹ سپتامبر ۱۹۴۵ - ژاپنی‌ها در کره (کشور) تسلیم شدند.

۱۳ سپتامبر ۱۹۴۵ - ژاپنی‌ها در برمه تسلیم شدند.

۱۵ تا ۱۹ اکتبر ۱۹۴۵ - نبرد سمارانگ، درگیری بین نیروهای ژاپنی ارتش شانزدهم (ژاپن) و نیروهای استقلال‌طلب اندونزی
۲۴ اکتبر ۱۹۴۵ - سازمان ملل متحد متولد شد.